# 安德斯·巴达尔
安德斯·巴达尔（挪威語：Anders Bardal，挪威語發音：[ˈɑ̂nːəʂ ˈbɑ̀ːɖɑːɫ]；1982年8月24日—），挪威男子跳台滑雪运动员。他曾代表挪威参加2002年、2010年和2014年冬季奥林匹克运动会跳台滑雪比赛，获得二枚铜牌。